# Oust (Ariège)
Oust é uma comuna francesa na região administrativa de Occitânia, no departamento de Ariège.
Exposto a um clima montanhoso, é drenado pelo Salat , pelo Garbet e por vários outros pequenos rios. Inserida no parque natural regional dos Pirenéus de Ariège.
Oust é uma comuna rural que contava com 565 habitantes em 2021, depois de ter registado um pico populacional de 1.687 habitantes em 1821. Seus habitantes são chamados de Oustois ou Oustoises.